# جون وارن غيتس
جون وارن غيتس (18 مايو 1855 -9 أغسطس 1911)، والمعروف كذلك باسم «راهن بمليون» غيتس، هو رجل صناعة ومقامر أمريكي برز خلال العصر المذهب. يُعتبر أحد رواد المروجين لصناعة الأسلاك الشائكة. ولد فيما يُعرف حاليًا بغرب شيكاغو، إلينوي ونشأ فيها. لم تعجبه الحياة الزراعية فشرع في تقديم العديد من الخدمات التجارية للجيران في سن مبكرة، بما في ذلك بيع الحطب للمنازل والسكك الحديدية المحلية. أنشأ غيتس شركة سمسرة محلية للحبوب ولكنها فشلت، فأصبح يقضي بعض الوقت في محطة السكك الحديدية المحلية حيث تعرف على الرجال الذين باع لهم الحطب سابقًا. تلقى دعوة منهم للانضمام إلى ألعاب البوكر الخاصة بهم، وتمكن بذلك من تطوير قدرته على التلاعب بالبطاقات وألعاب الحظ الأخرى.
درس فن الخط وإدارة الحسابات وقانون الأعمال في كلية نورث سنترال (التي كانت كلية نورث وسترن آنذاك)، ولكنه فشل في عمله الذي تاجر من خلاله بالأجهزة. أصبح غيتس مهتمًا بالأسلاك الشائكة وعمل بائعًا لصالح شركة واشبورن موين. عندما جرى تعيينه في منطقة المبيعات في تكساس، علم بإصرار أصحاب المزارع على عدم شراء منتجه. نظم غيتس عرضًا توضيحيًا حول الأسلاك في ميليتشر بلازا في سان أنطونيو حيث أثبت فشل الماشية في اختراق الأسوار الشائكة التي أقامها. أثبت نجاحه الكبير في بيع منتج الشركة، واستمر في بدء عمله في قطاع تصنيع الأسلاك الشائكة، وتوسعت أعماله لتشمل قطاع إنتاج الفولاذ. باع شركته آنذاك لصالح شركة يو إس ستيل التابعة لشركة جاي بي مورغان. لم يتلقَ غيتس دعوة بأن يصبح جزءًا من الشركة، وكافح في مورغان لسنوات عديدة وعمل في مجموعة من أعمال الاستحواذ والمبيعات التجارية؛ كان كلا الرجلين شخصيات رئيسية في الذعر المصرفي الأمريكي عام 1907.
تولى غيتس رئاسة شركتي ريبابليك ستيل وتيكساس كومباني، المعروفة لاحقًا باسم تيكساكو. أدى دورًا فعالًا في تغيير طرق إنتاج صناعة الفولاذ يما في ذلك تقنية بيسمر وتقنية الموقد المفتوح وبناء مدينة بورث آرثر في تكساس.

## سيرته الذاتية

### نشأته
ولد غيتس في غرب شيكاغو، إلينوي (المعروفة آنذاك باسم تقاطع تيرنر) في 18 مايو 1855. والداه هما آسيل وماري وارن غيتس. امتلك غيتس شقيقان أكبر سنًا، جورج وغيلبرت، إلا أن كلاهما مات عندما كان يبلغ من العمر 15 عامًا. نشأ غيتس في منزل متدين، وأصبحت والدته ماري أكثر تدينًا بعد وفاة ابنيها الأكبر سنًا. اتُهم بسرقة مجموعة في مدرسة الأحد، وذلك نظرًا لتورطه في بعض أفعال الشغب الطفولية غير المؤذية في المدرسة الإعدادية ومدرسة والأحد. ونتيجة لذلك، مُنع من حضور الكنيسة.
نشأ غيتس في مزرعة العائلة، ولكنه لم يهتم بالحياة الزراعية. شرع في طرح في أول مشروع تجاري له في سن مبكرة: تقشير الذرة للجيران. مشروعه التجاري التالي هو تنظيف بعض أراضي الجيران من الأخشاب. كسب غيتس 1000 دولار أمريكي مقابل هذا العمل، وباع الأخشاب حطبًا للمنازل والسكك الحديدية. أخذ غيتس المال من هذا العمل وشارك شخصًا آخر في شراء آلة الدرّاسة. كان هذا النوع من المعدات جديدًا جدًا في ذلك الوقت، وامتلك عدد قليل من المزارع واحدة منها، لذلك استأجر غيتس وشريكه نفسيهما للعمل بتلك الآلة في مزارع محلية مختلفة. بعد موسم واحد، سئم غيتس من هذا العمل وباع حصته بآلة الدرّاسة لشريكه وصديق آخر. عمل بعدها وسيطًا محليًا لشراء الحبوب، واضطلع بأعماله التجارية من منزل العائلة. فشل هذا المشروع التجاري، وفي محاولة للهروب من العمل الزراعي، أخذ غيتس يقضي بعض الوقت في مستودع السكك الحديدية حيث اعتاد أن يبيع الحطب سابقًا. تذكره رجال السكك الحديدية وطلبوا منه الانضمام إلى إليهم في ألعاب البوكر الخاصة بهم. وجد غيتس في نفسه القدرة على اللعب وتوقع الأوراق التي يحملها الرجال وكيف سيلعبونها. مع نسيان سمسرة الحبوب، تمكن من تعويض الخسائر على طاولة الألعاب.
أثناء حضوره حفلة منزلية بالقرب من سانت تشارلز، التقى ابنة أحد المزارعين، ديلورا بيكر، ووقع في حبها. تقدم غيتس لخطبتها في إحدى حفلات المنزل. كانت ديلورا على استعداد لقبول طلبه، ولكنها تساءلت حول قدرته على إعالتها، لأن مصدر دخله الوحيد هو الفوز في ألعاب البوكر بالسكك الحديدية. اكتشف والد غيتس، آسيل ما كان ابنه يفعل من لعب البوكر مع بعض رجال السكك الحديدية في حظيرة العائلة، فأخبره أنه لا يحمل الخير ولن يكون جيدًا على الإطلاق. تمكنت ماري من منع ابنها من مغادرة المنزل. أدرك غيتس أنه بحاجة إلى تعليم أكثر مما قدمته المدرسة الإعدادية له، فأخبر والديه أنه سيلتحق ببعض فصول الكلية المحلية. حضر غيتس بعض الدورات في كلية ويتون القريبة وتخرج من الكلية المركزية الشمالية في عام 1876. امتلك فرصة ضئيلة لاستغلال تعليمه التجاري الجديد في العمل، إذ بدأ الذعر المالي لعام 1873 في آخر أعوامه الجامعية. لكي يتمكن من الزواج من ديلورا، قبل غيتس العمل في جميع الوظائف التي يمكن أن يحصل عليها للعام المقبل، وكان معظمهما في قطاع العمل الزراعي. تزوج غيتس وديلورا في 25 فبراير 1874.

### الزواج ومشاريع الأعمال التجارية
حاول غيتس إحياء أعماله في مجال سمسرة الحبوب ولكنه خسر جميع مدخراته خلال ذلك. ولد الطفل الأول للزوجين ميتًا، فعاد غيتس إلى نمط حياته القديم في لعب البوكر وفكر بجدية في مغادرة المدينة مع زوجته ديلورا. علمت والدته بذلك، وأخبرت زوجها أنه عليه مساعدة ابنه ماليًا ليتمكن من بدء عمل تجاري جديد. عرض والد زوجة غيتس، إد بيكر، المساعدة عليه وعلى ديلورا بهذه الطريقة. اشترى والده آسيل مبنى من الطوب مؤلف من طابقين وقدم إد بيكر رأس المال للمخزون لفتح متجر للأجهزة في تقاطع تيرنر. سارت الأعمال على نحو جيد في بادئ الأمر، وتمكن غيتس وديلورا من الانتقال إلى منزلهما. بدأ غيتس في قضاء بعض الوقت بعيدًا عن متجر الأجهزة في حين حاول شريكه التعامل مع جميع الأعمال التجارية، ولكنه لم يتمكن من ذلك. في 21 مايو 1876، أنجب الزوجان ابنًا اسمه تشارلز غيلبرت غيتس. بدأ غيتس يشتكي من أمراض مختلفة بعد وقت قصير من ولادة الطفل، وكان يستلقي في السرير لعدة أيام أحيانًا. تدهور العمل في متجر الأجهزة للغاية، ولم يتمكن غيتس من دفع إيجار منزل العائلة. تعين عليهم الانتقال إلى غرفتين فوق متجر الأجهزة، وكان غيتس مريضًا جدًا ولم تسمح له حالته الصحية بالمساعدة في النقل والتعبئة.